# Estornell alaclar
L'estornell alaclar (Onychognathus nabouroup) és una espècie d'ocell de la família dels estúrnids (Sturnidae). Es troba a l'oest de l'Àfrica Austral. Habita els roquissars, deserts i matollars secs. el seu estat de conservació es considera de risc mínim.